# عبد الله أبو هيف
عبد الله أبو هيف (1949 - 2 نوفمبر 2017) هو كاتب  ومفكر سوري بارز.كان كاتباً غزير الإنتاج ومؤثراً في المشهد الثقافي السوري والعربي.

## حياته ونشأته
من محافظة الرقة ولد في الرَّقَّة عام 1949 وتوفي عام 2017م، تلقى تعليمه في الرَّقَّة ودمشق، وتخرج في جامعة دمشق حاملاً الإجازة في اللغة العربية، ثم نال الدكتوراه من الاتحاد السوفييتي.   ثم نال درجة الدكتوراه في العلوم اللغوية والأدبية من الاتحاد السوفييتي (موسكو 1992)، ولاحقاً دكتوراه في النقد ونظرية الأدب من دمشق عام 1999..

## مؤلفاته[6]
1- موتى الأحياء - قصص - دمشق 1977.
2- التأسيس - مقالات في المسرح السوري- دمشق 1977.
3- فكرة القصة - دراسة - دمشق 1981.
4- أدب الأطفال نظرياً وتطبيقياً- دمشق 1983.
5- ذلك النداء الطويل الطويل - قصص -اتحاد الكتاب العرب-دمشق 1984.
6- الأدب العربي وتحديات الحداثة - دراسة- اتحاد الكتاب العرب-دمشق 1987.
7- الإنجاز والمعاناة- دراسة - اتحاد الكتاب العرب-دمشق 1988.
8- الشباب والأدب- دراسة - اللاذقية 1989.
9- الأدب والتغير الاجتماعي في سورية - اتحاد الكتاب العرب-دمشق 1990.
10- الأطفال والسينما - اللاذقية 1991.
11- عن التقاليد والتحديث في القصة العربية - دراسة -اتحاد الكتاب العرب-دمشق 1993.
12- القصة العربية الحديثة والغرب - دراسة - اتحاد الكتاب العرب-دمشق 1995
ـ دكتوراه في العلوم اللغوية والأدبية، موسكو 1992.
ـ دكتوراه في النقد ونظرية الأدب، دمشق 1999.

## صدر له في القصة[7]
1. موتى الأحياء دمشق 1976
2. ذلك النداء الطويل الطويل دمشق 1984
3. هواجس غير منتهية دمشق 1993

## في النقد[8]
1. التأسيس ـ مقالات في المسرح السوري دمشق 1979
2. فكرة القصة ـ نقد القصة القصيرة في سورية دمشق 1981
3. أدب الأطفال نظرياً وتطبيقياً دمشق 1983
4. الأدب العربي وتحديات الحداثة بيروت1986
5. الإنجاز والمعاناة ـ حاضر المسرح العربي في سورية دمشق 1987
6. الشباب والأدب اللاذقية 1988
7. الأدب والتغير الاجتماعي في سورية دمشق 1989
8. الأطفال والسينما اللاذقية 1990
9. عن التقاليد والتحديث في القصة العربية دمشق 1993
10. القصة العربية الحديثة والغرب دمشق 1995
11. النقد الأدبي العربي الجديد دمشق 2000
12. عزت السيد أحمد بين الفلسفة والأدب 2020

## في الفكر
1.الفكر العربي والشرق أوسطية دمشق 1996
2.الفكر العربي والتطبيع دمشق 2001
ـ شارك في تأليف 22 كتاباً.
ـ وضع مقدمات لـ16 كتاباً.

## مهام كلف بها
- مستشارا لوزير الإعلام , ومستشارا لوزير الثقافة
- رئيس تحرير مجلة «الموقف الأدبي» 1984-1990.
- عضو هيئة تحرير مجلة «التأسيس» (فاس)، 1986- 1988.
- رئيس تحرير جريدة «الأسبوع الأدبي» 1990-1995.
- عضو المكتب التنفيذي لاتحاد الكتاب العرب 1981-1995 و2005.
- عضو قيادة منظمة الأطفال في سورية 1977-2001.
- عضو هيئة تحرير مجلة «المعرفة» (دمشق)، 2003 – 2008
- عضو اللجنة العلمية في مجلة «السرديات» (جامعة منتوري، قسنطينة)، منذ تأسيسها عام 2003.
- مدير المراكز الثقافية العربية في وزارة الثقافة ـ سورية 2003-2004.
- مدير تحرير مجلة «الكاتب العربي» (مجلة الاتحاد العام للأدباء والكتاب العرب) 1997 – 2005 .
- مثّل سورية في مؤتمرات عربية ودولية كثيرة